# Hermandad Prerrafaelita
La Hermandad Prerrafaelita (en inglés: Pre-Raphaelite Brotherhood) fue una asociación de pintores, poetas y críticos ingleses, fundada en 1848 en Londres por John Everett Millais, Dante Gabriel Rossetti y William Holman Hunt. La hermandad duró como grupo constituido apenas un lustro, pero su influencia se dejó sentir en la pintura inglesa hasta entrado el siglo XX. Se utiliza el término prerrafaelismo para caracterizar al movimiento pictórico que representan. Suele vincularse al movimiento realista que simultáneamente se estaba desarrollando en Francia. El término «prerrafaelita» ha de entenderse como derivación de «prerrafaelismo», y no aplicarse al nombre del grupo de artistas original.
Los prerrafaelitas rechazaban el arte académico predominante en la Inglaterra del siglo XIX, centrando sus críticas en Sir Joshua Reynolds, fundador de la Royal Academy of Arts. Desde su punto de vista, la pintura académica imperante no hacía sino perpetuar el manierismo de la pintura italiana posterior a Rafael y Miguel Ángel, con composiciones elegantes pero vacuas y carentes de sinceridad. Por esa razón, ellos propugnaban el regreso al detallismo minucioso y al luminoso colorido de los primitivos italianos y flamencos, anteriores a Rafael —de ahí el nombre del grupo—, a los que consideraban más auténticos.
En español, los integrantes de la hermandad son conocidos indistintamente como «prerrafaelitas» o «prerrafaelistas». El movimiento suele recibir el nombre de «prerrafaelismo».

## Comienzos de la Hermandad

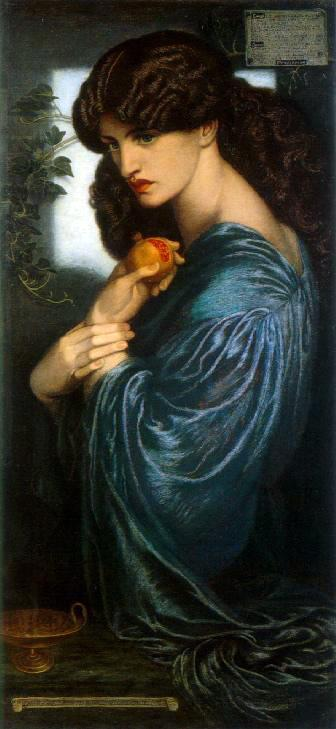
Proserpina, de Dante Gabriel Rossetti.

La sesión inaugural de la Hermandad tuvo lugar en casa de los padres de John Millais, en Gower Street (Londres), en 1848, y en ella estuvieron presentes John Everett Millais (1829–1886), Dante Gabriel Rossetti (1820–1882) y William Holman Hunt (1827-1910), considerados los fundadores del grupo. Hunt y Millais eran estudiantes en la Royal Academy of Arts. Rossetti era discípulo de Ford Madox Brown (1821–1893), y había conocido a Hunt tras haber quedado impresionado por su cuadro La víspera de Santa Inés, basado en el poema de Keats. Rossetti, también poeta, estaba interesado en desarrollar los lazos entre la poesía romántica y la pintura.
En otoño del mismo año, se añadieron otros cuatro miembros a la Hermandad: William Michael Rossetti, hermano de Dante Gabriel Rossetti, Thomas Woolner, James Collinson y Frederic George Stephens. Muy próximo a la hermandad estuvo el poeta decadentista Algernon Charles Swinburne. Ford Madox Brown no llegó a unirse a la Hermandad, pero permaneció siempre muy cercano a ella. Algunos otros pintores y escultores tuvieron también una relación muy estrecha con el grupo, sin llegar a formar parte de él: Charles Alston Collins, Thomas Tupper y Alexander Munro. Todos ellos mantuvieron en secreto la existencia de la Hermandad a los miembros de la Royal Academy.

## Fuentes e inspiración del prerrafaelismo

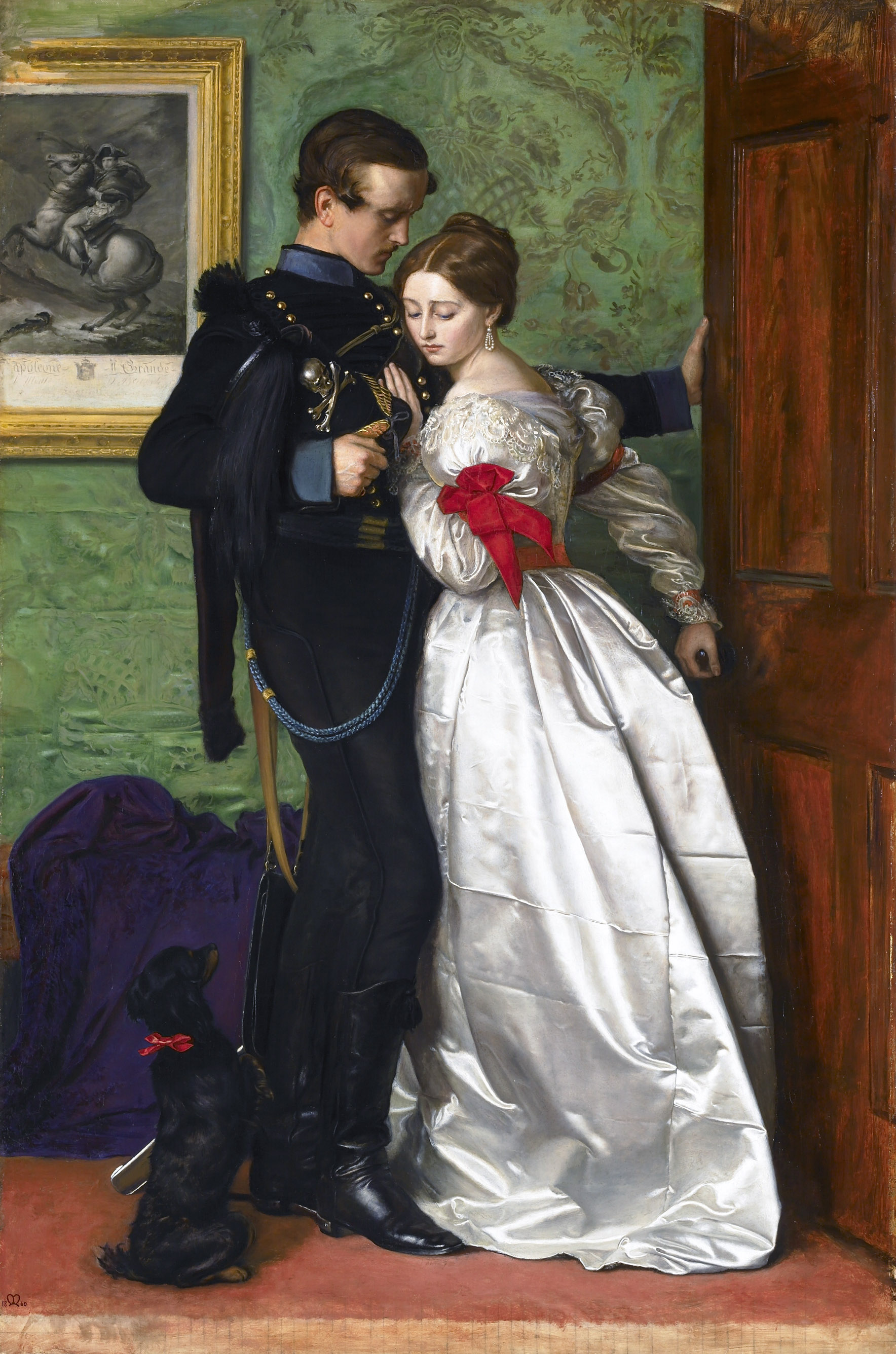
El brunswicker negro, de John Everett Millais.

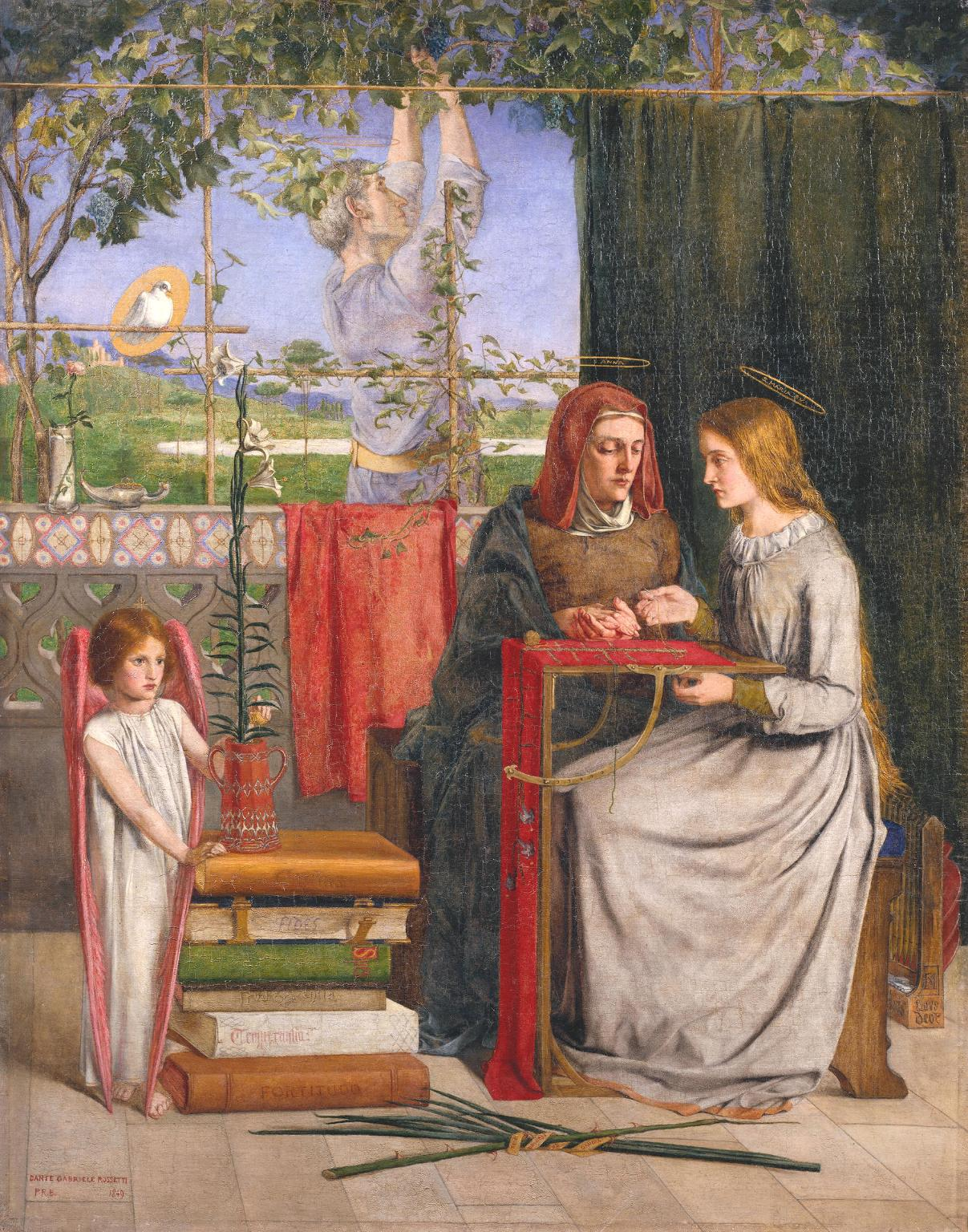
La infancia de la Virgen María, de Dante Gabriel Rossetti.

## Controversias públicas

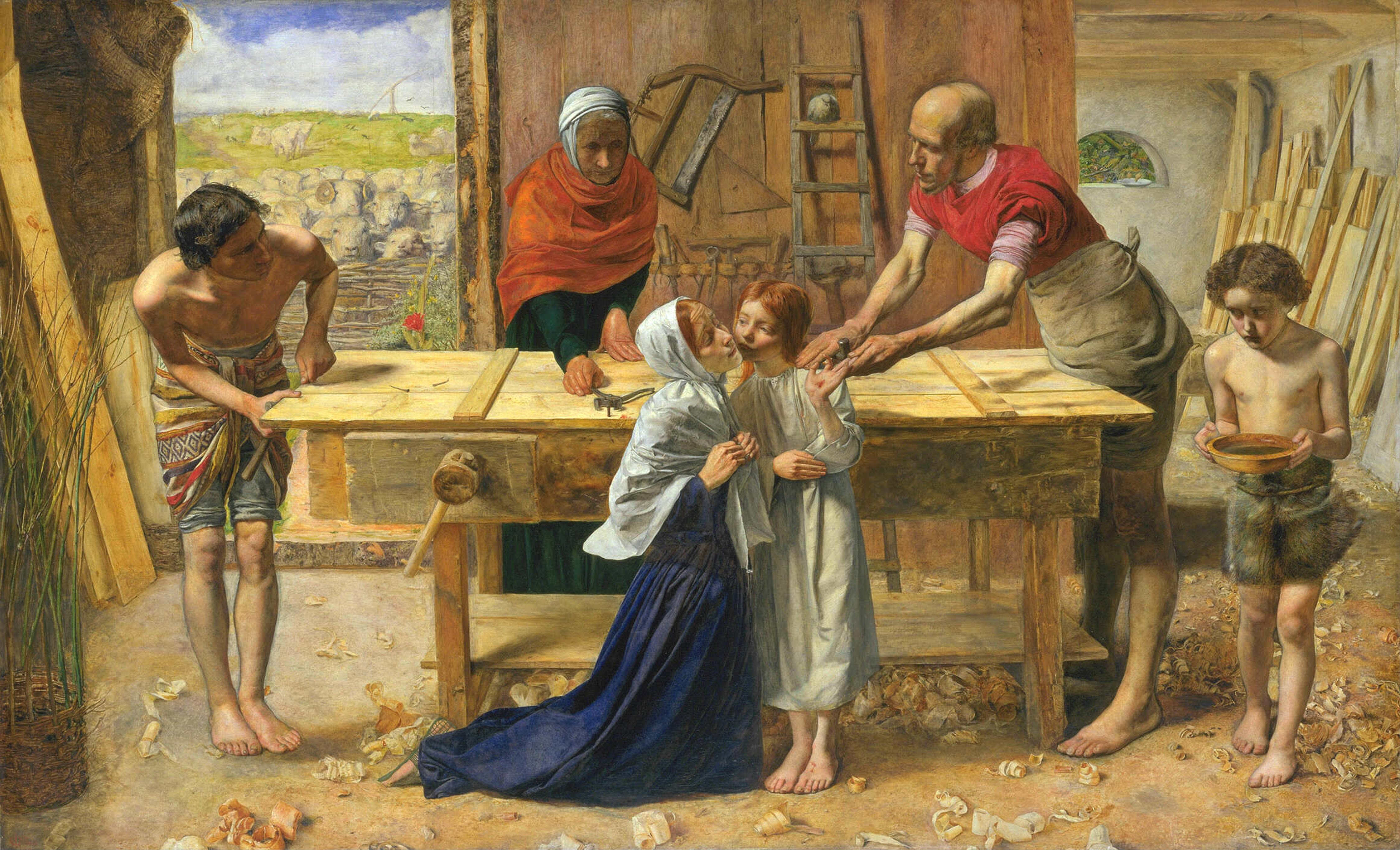
Cristo en casa de sus padres, de John Everett Millais (1850).

## Desarrollo posterior e influencia

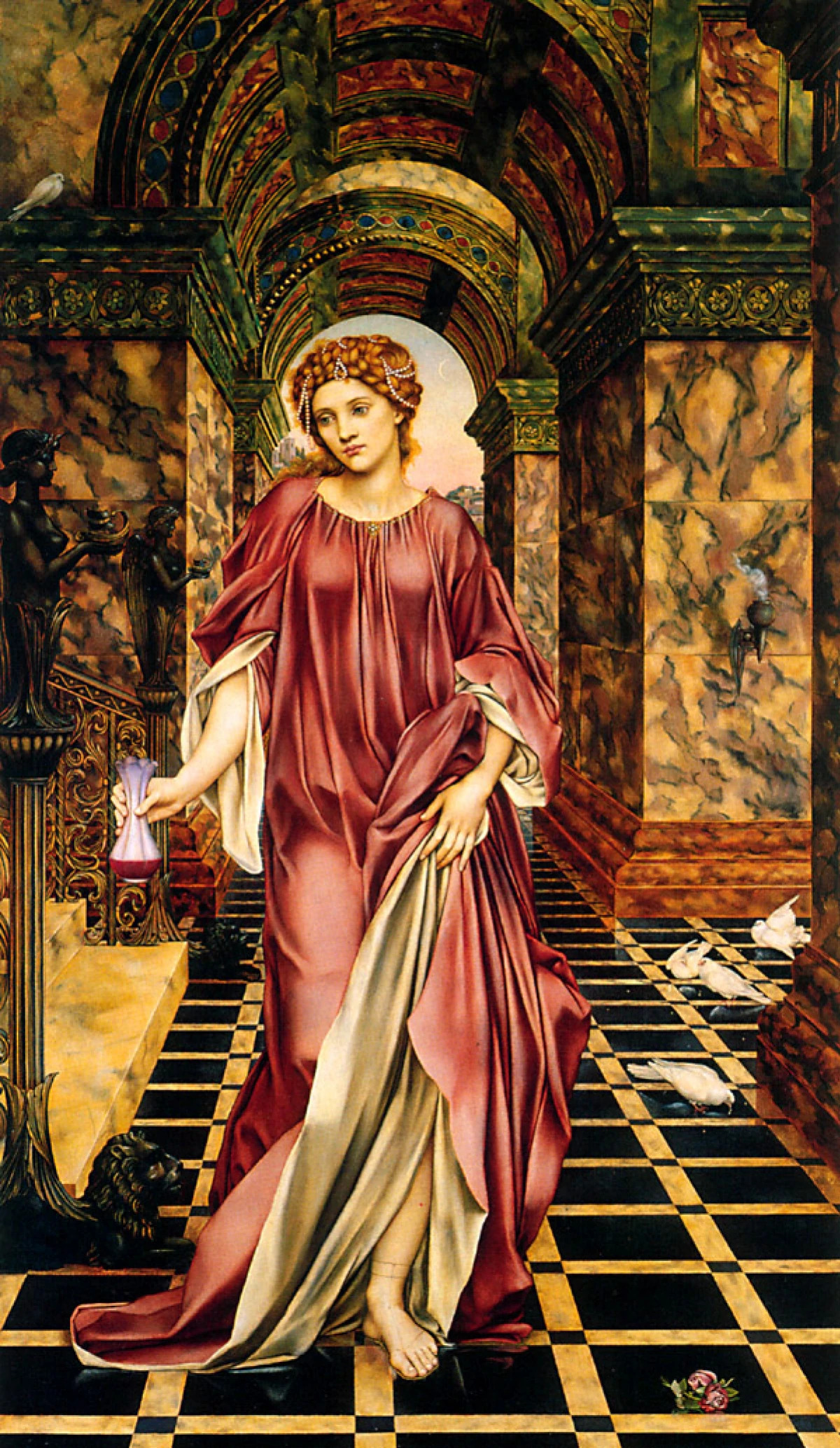
Medea, de Evelyn De Morgan, 1889, al estilo del Quattrocento

## Principales artistas

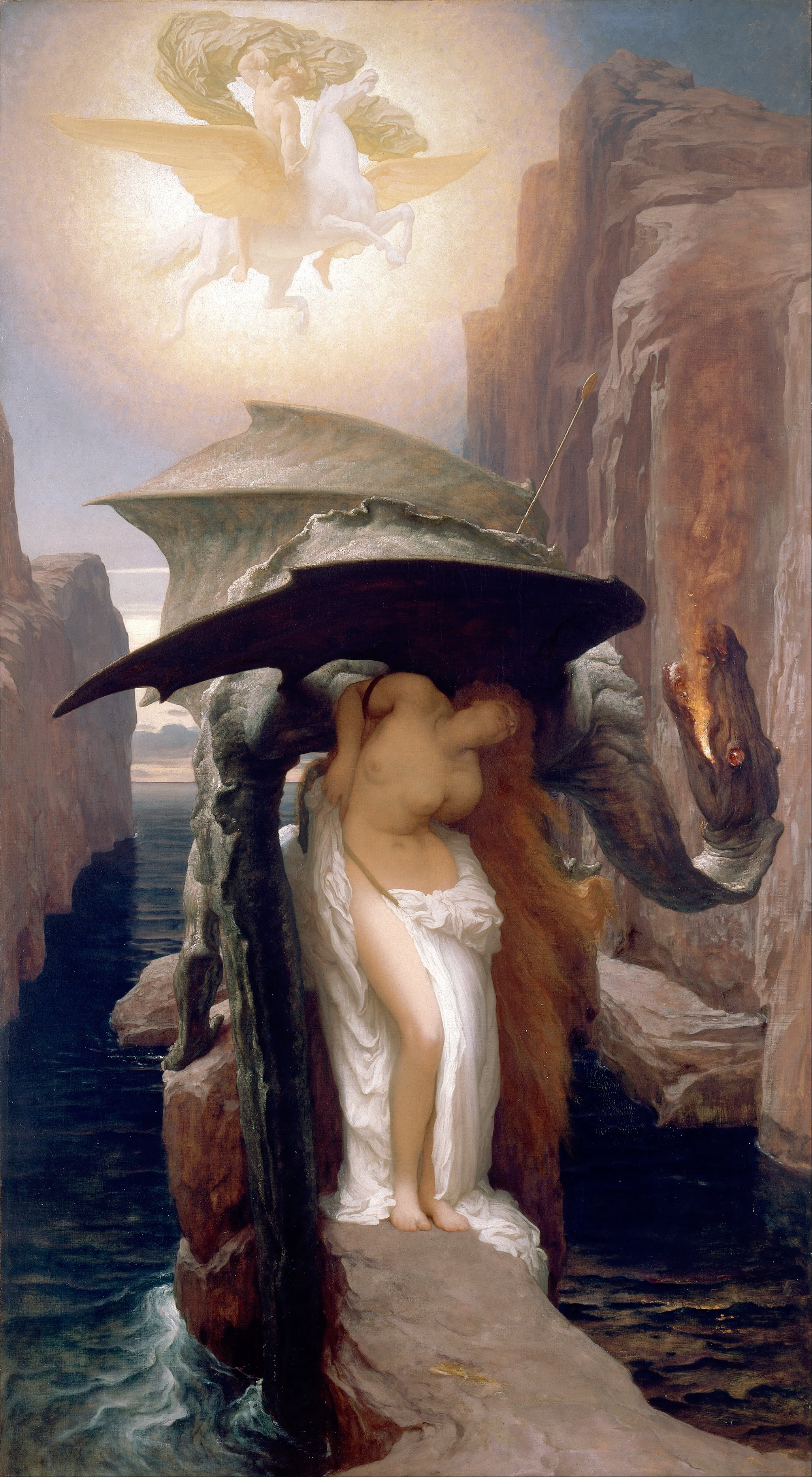
Perseo y Andrómeda (1891), de Frederic Leighton, Walker Art Gallery, Liverpool

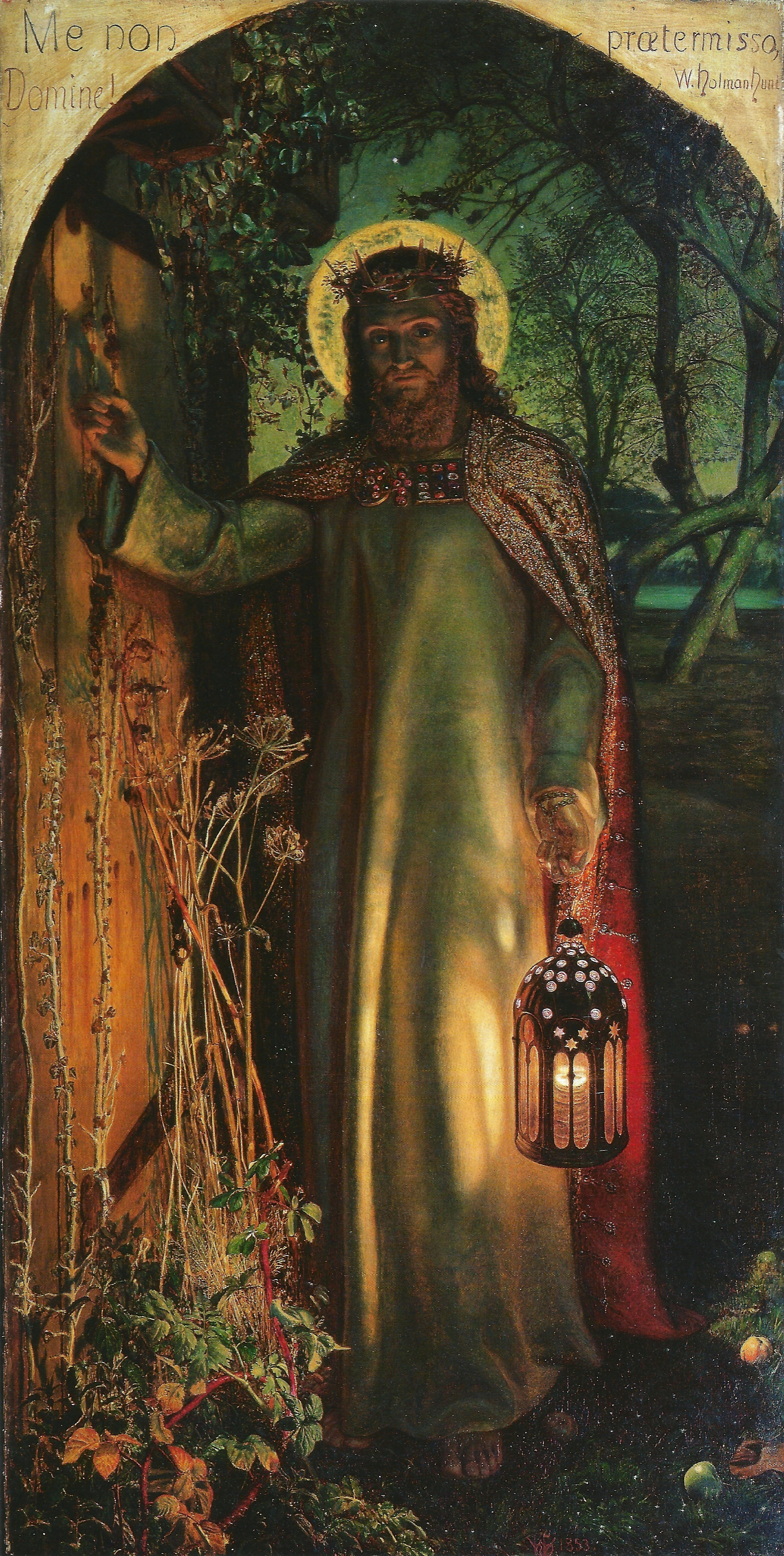
La luz del mundo (1853), de William Holman Hunt, Keble College, Universidad de Oxford